# Macchi M.39
Macchi M.39 var ett italienskt tävlingsflygplan designat av Mario Castoldi för tävlingarna om Schneidertrofén.

## Konstruktion
Italien hade tidigare haft stora framgångar i tävlingarna om Schneidertrofén med bland annat Macchi M.7, men introduktionen av den brittiska Supermarine S.4 i 1925 års tävling visade att dukklädda biplan inte längre kunde hävda sig i konkurrensen. Så inför 1926 års tävling konstruerade Mario Castoldi ett monoplan av plywood och aluminiumplåt. De problem med självsvängningar som orsakade S.4:ans haveri gjorde att Castoldi inte vågade bygga ett plan med helt självbärande vingar, utan vingarna stagades till flottörerna och flygkroppen. Motorn var en vattenkyld V12-motor på 880 hk som hade högre effekt/vikt-förhållande än någon tidigare tillverkad motor (1,46 kW/kg). Macchi M.39 var ett utpräglat tävlingsflygplan; flottörerna hade olika flytkraft för att kompensera för propellerns vridmoment och den vänstra vingen var något längre än den högra för att kunna göra skarpa vänstersvängar (tävlingarna genomfördes motsols över en sluten bana).

## Användning
Totalt fem flygplan tillverkades. MM.72 och MM.73 var provflygplan som användes för att utvärdera konstruktionen, medan MM.74, MM.75 och MM.76 var tävlingsflygplan. MM.72 genomförde sin jungfruflygning 6 juli 1926. De tre tävlingsflygplanen skeppades över till Hampton Roads USA och deltog 13 november 1926 i den nionde upplagan av Schneidertrofén. MM.75 dabbades av motorproblem och tvingades avbryta tävlingen. MM.76 med Mario de Bernardi som pilot vann tävlingen med en genomsnittshastighet av 396,7 km/h. MM.74 med Adriano Bacula kom på tredje plats efter Christian Frank Schilt i sin Curtis R3C-2. Fyra dagar senare satte Bernardi banrekord med en genomsnittshastighet av 416,6 km/h över 3 km.